# Dème de Loúros
Le dème de Loúros, en grec moderne : Δήμος Λούρου / Dímos Loúrou, est un village et un ancien dème du district régional de Préveza, en Épire, Grèce. Depuis 2010, il est fusionné au sein du dème de Préveza.
Selon le recensement de 2011, la population du dème compte 4 581 habitants tandis que celle du village s'élève à 1 938 habitants.